# Словенія та євро
Запровадження євро в Словенії випливає з Атенської угоди 2003 року, яка дозволила Словенії приєднатися до Європейського Союзу 1 січня 2004 року. Згідно з Атенським договором, нові члени Європейського Союзу «мають приєднатися до економічного та валютного союзу», що Словенія й зробила 1 січня 2007 року. Грошовою одиницею Словенії до введення євро був толар.

## Вступ до єврозони

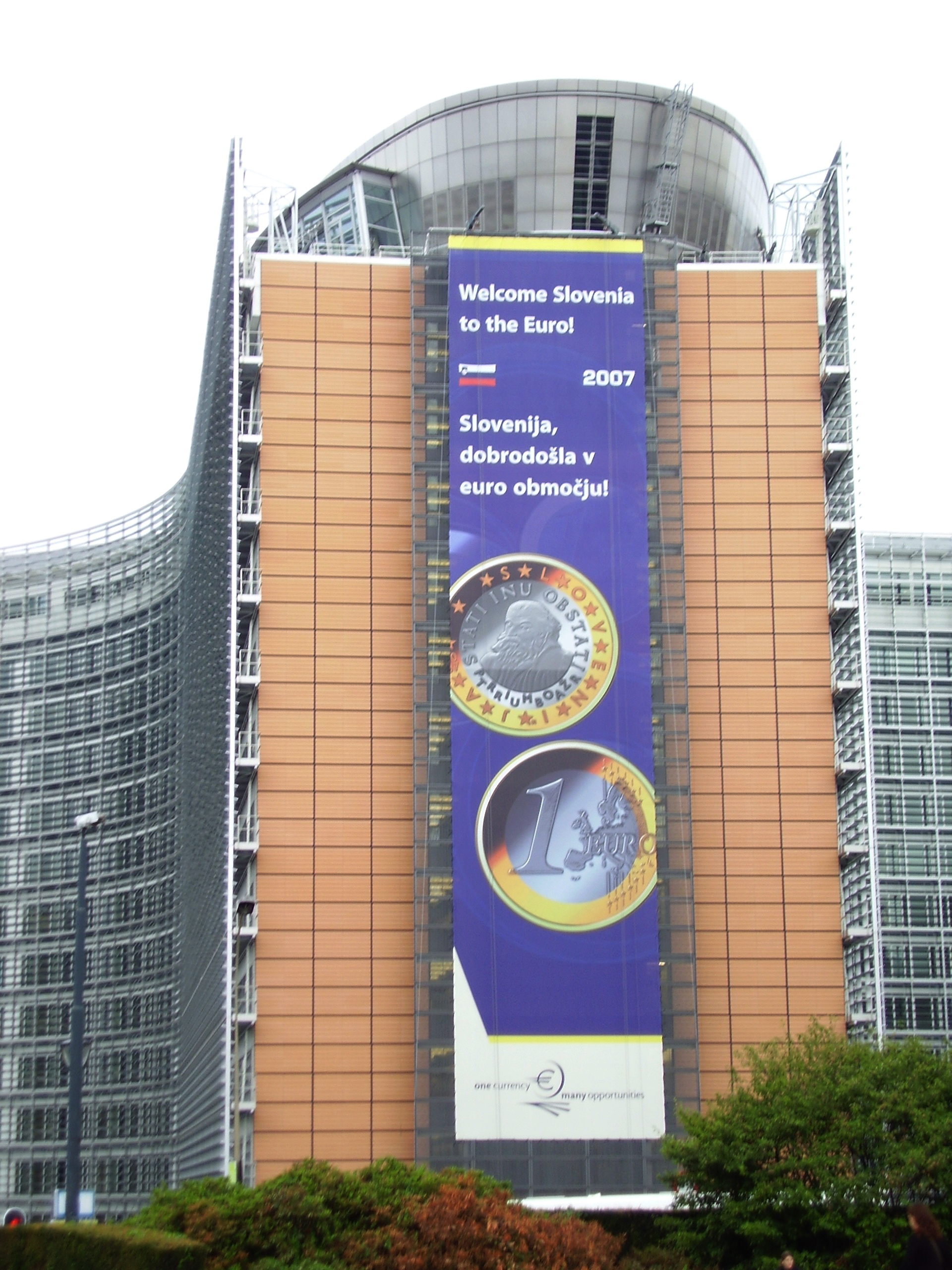
Плакат на честь вступу Словенії до єврозони на фасаді Європейської комісії.

Від 1 липня 2004 року Словенія є членом економічного та валютного союзу Європейського Союзу (ЄВС). Країна провела серйозні економічні та фінансові реформи, її економічний та політичний розвиток дозволяє їй швидко претендувати на приєднання до зони євро. У травні 2005 року Європейська комісія запропонувала, щоб Словенія стати членом єврозони менш ніж за два роки. Глави держав і урядів ЄС прийняли це рішення в червні 2006 року, а європейські міністри фінансів схвалили це рішення через місяць.

## Статус
Маастрихтська угода спочатку передбачала, що всі члени Європейського Союзу повинні будуть приєднатися до єврозони після досягнення критеріїв конвергенції. Європейська комісія у своєму звіті про конвергенцію, складеному 28 квітня 2006 року, робить висновок, що Словенія виконує умови для приєднання до євро, і рекомендує вступ країни до зони євро з 1 січня 2007 року.
Європейська комісія зазначає, що Словенія досягла високого ступеня стійкої конвергенції щодо критеріїв конвергенції. Країна виконує необхідні умови для запровадження єдиної валюти.